# Гуллфакс
Гуллфакс, Блок 34/10 (норв. Gullfaks) — комплекс нефтегазовых месторождений в акватории Северного моря. Открыт в 1978 году. Освоение началось в 1986 году.
Добыча нефти и газа в Гуллфаксе осуществляется с помощью 3 платформ Гуллфакс А, Гуллфакс В и Гуллфакс С, а также их спутников Гуллфакс Южный, Римфакс, Скинфакс и Гуллвейг.
Нефтегазоносные слои привязаны к отложениям палеогена. Начальные запасы нефти на комплексе составляет 200 млн тонн, а запасы природного газа — 200 млрд м³.
Оператором Гуллфакса является норвежская компания StatoilHydro (70 %). Другой партнер проекта — Petoro (30 %).
Добыча нефти в 2006 году составила 5,46 млн тонн.